# Atalanta (vlinder)
De atalanta (Vanessa atalanta) of admiraalvlinder of nummervlinder is een van de meest voorkomende vlinders in België en Nederland. In Noord-Europa is het een van de laatste vlinders die gezien kan worden voor de winter begint. In het zuiden vliegt de vlinder ook op zonnige winterdagen. De wetenschappelijke naam van de soort is gepubliceerd in 1758 door Carl Linnaeus als Papilio atalanta, in de tiende editie van Systema naturae.

## Kenmerken
De atalanta is een opvallende trekvlinder met een spanwijdte van 5-6 cm. In België en Nederland komen twee generaties per jaar voor. De eitjes worden een voor een op de brandnetel afgezet.

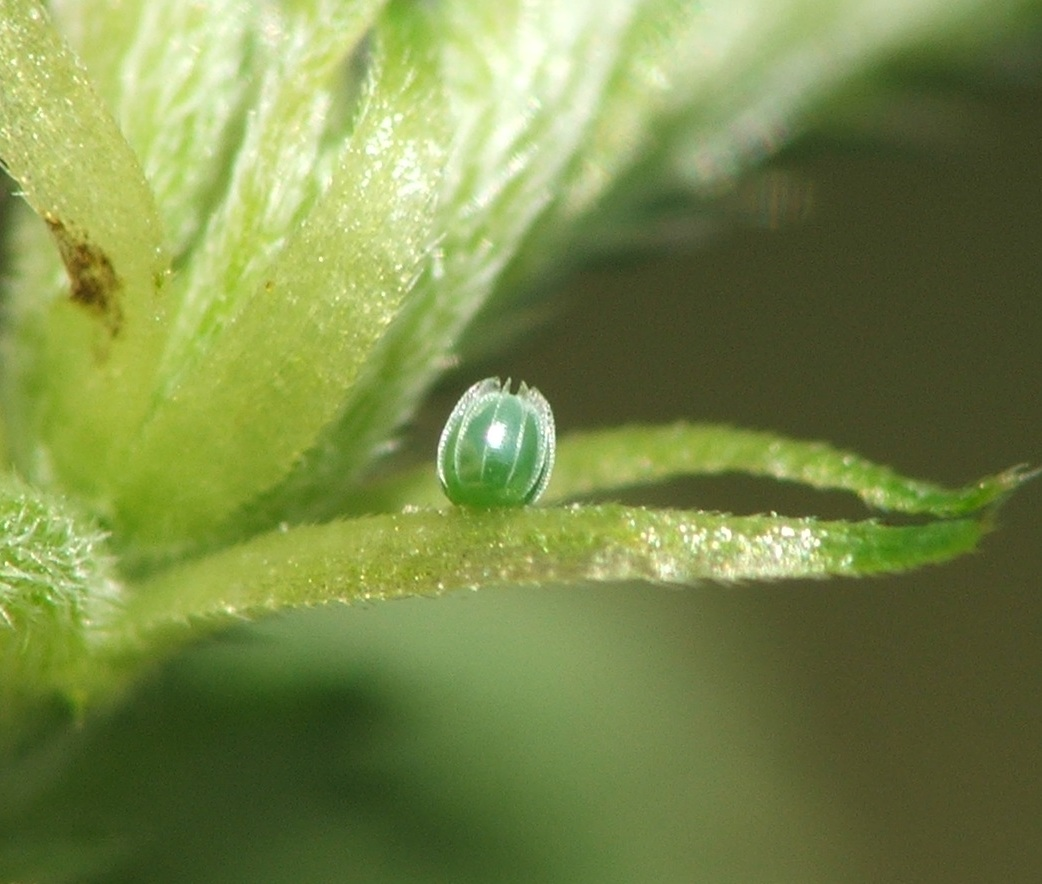
Eitje

De rups is 35 tot 40 mm lang, en de kleur van exemplaren onderling varieert sterk. De grondkleur is geelachtig grijs tot zwart met op de zijkanten geelwitte vlekken. De rups vouwt de bladtoppen met spinseldraden naar elkaar toe. De pop is grijs of bruin met op de rugzijde blauwglanzende vlekken.

## Verspreiding
Men kan deze vlinders vrijwel overal tegenkomen, tot meer dan 2000 meter hoogte in de Alpen. Ze overwinteren in Zuid-Europa en trekken in het voorjaar naar het noorden. De vliegtijd in Noordwest-Europa is van mei tot oktober. In het najaar trekt een deel van de aanwezige vlinders weer terug en plant zich in het zuiden voort. Soms probeert de imago in Nederland te overwinteren, maar in het algemeen zonder veel succes. Toch worden vaak al vroeg in het jaar waarnemingen gedaan. De hoogste aantallen atalanta's worden gevonden in jaren waarin het in mei en juni warm weer is. De meest noordelijke plaats waar de vlinders kunnen overwinteren is het uiterste zuidwesten van Duitsland.
Het vliegen tijdens de trek gebeurt indien gunstig op grote hoogte, er wordt gebruik gemaakt van noordenwinden, soms ook 's nachts. De vlinder heeft ongeveer vijf weken nodig om van Finland naar de Middellandse Zee te vliegen.
De soort komt ook voor in gematigde gebieden van Azië en in Noord-Amerika.

## Voedsel
Atalanta's leven vooral van nectar, maar ook wel van boomsappen en rottend fruit. Nectarplanten zijn onder andere bloeiende liguster, klimop, vlinderstruik en hemelsleutel. De nectar wordt opgelikt met een lange roltong.

## Bedreigingen
Als trekvlinder moet de atalanta onder andere de Pyreneeën passeren, voor vele blijken de weersomstandigheden daar een niet te nemen obstakel.

## Voortplanting
De waardplant voor de vlinder is de brandnetel. Hier worden de eitjes gedeponeerd en eten de rupsen. Zonder de brandnetel kan de atalanta zich niet voortplanten en dus als soort niet overleven. Een voor de vlinder aantrekkelijke plantencombinatie is een hoekje brandnetels naast of in de buurt van een vlinderstruik.

## Afbeeldingen

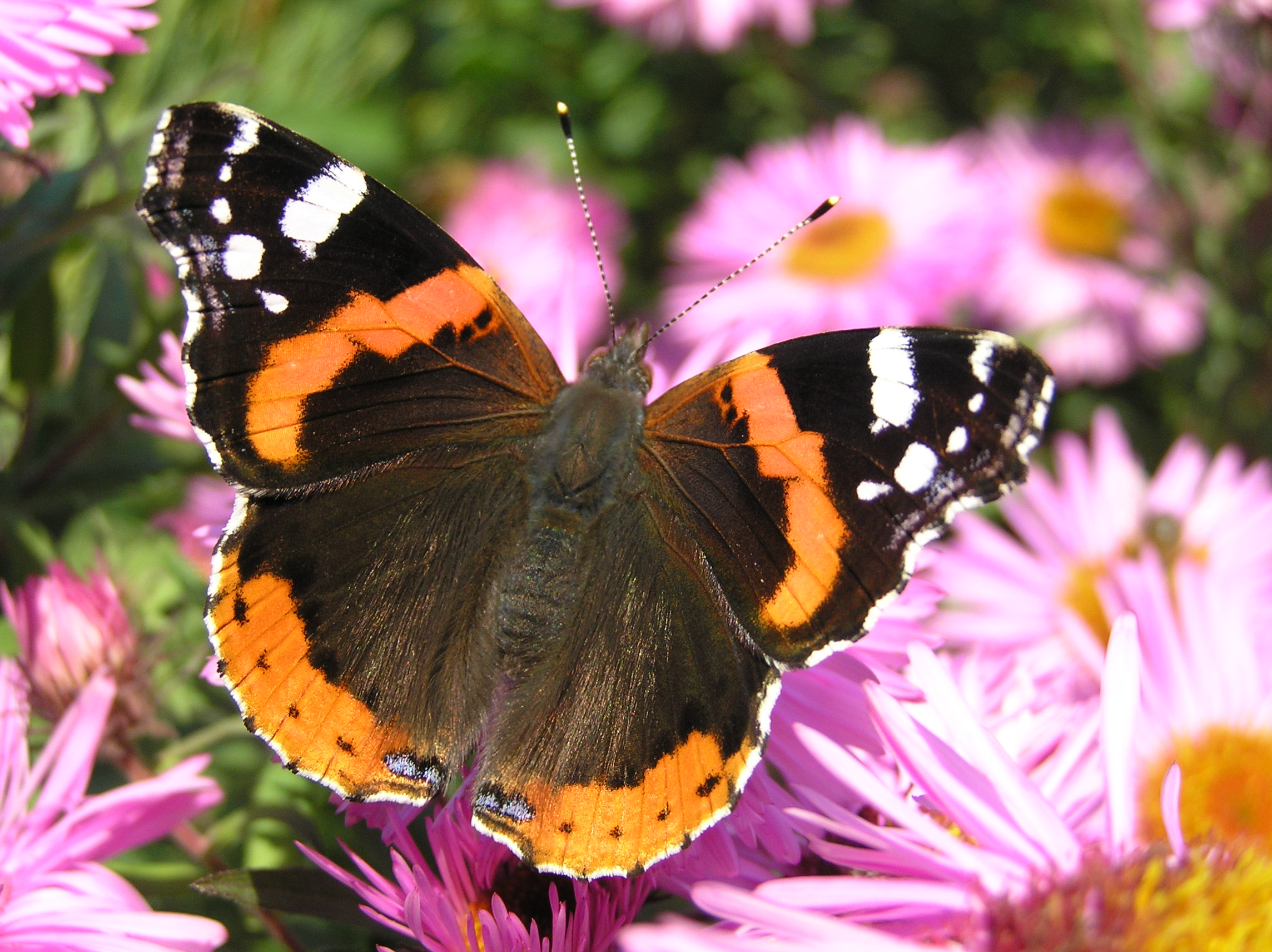
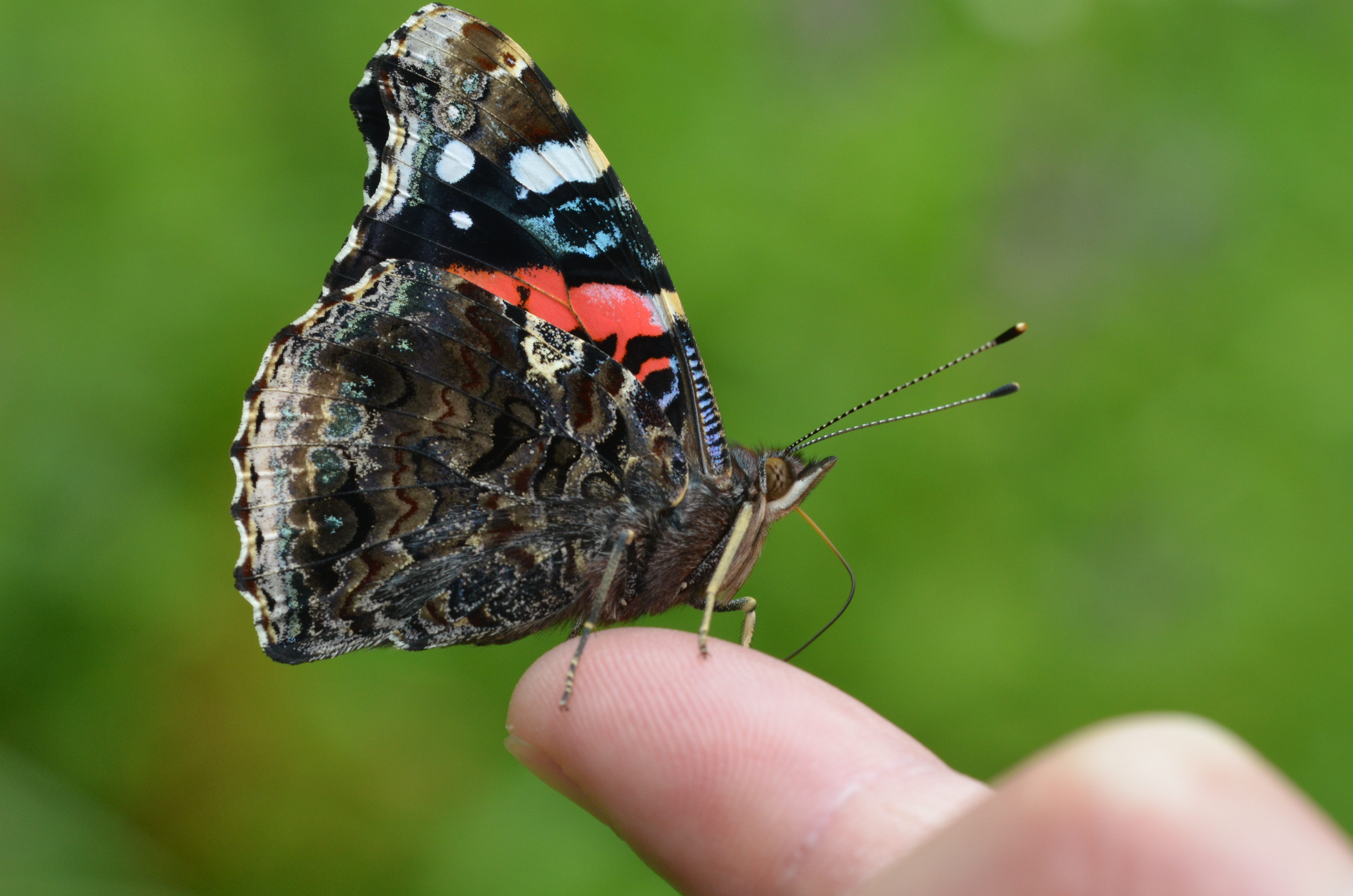
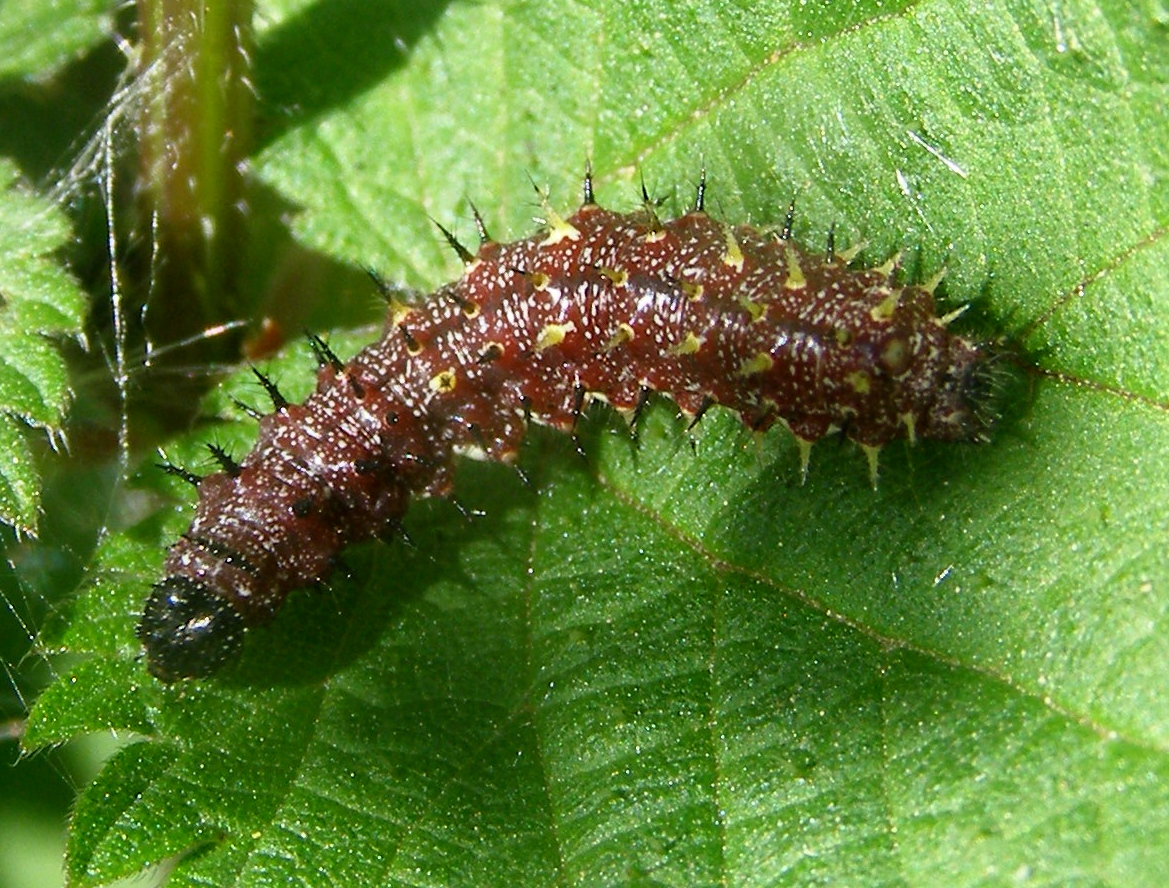
Rups
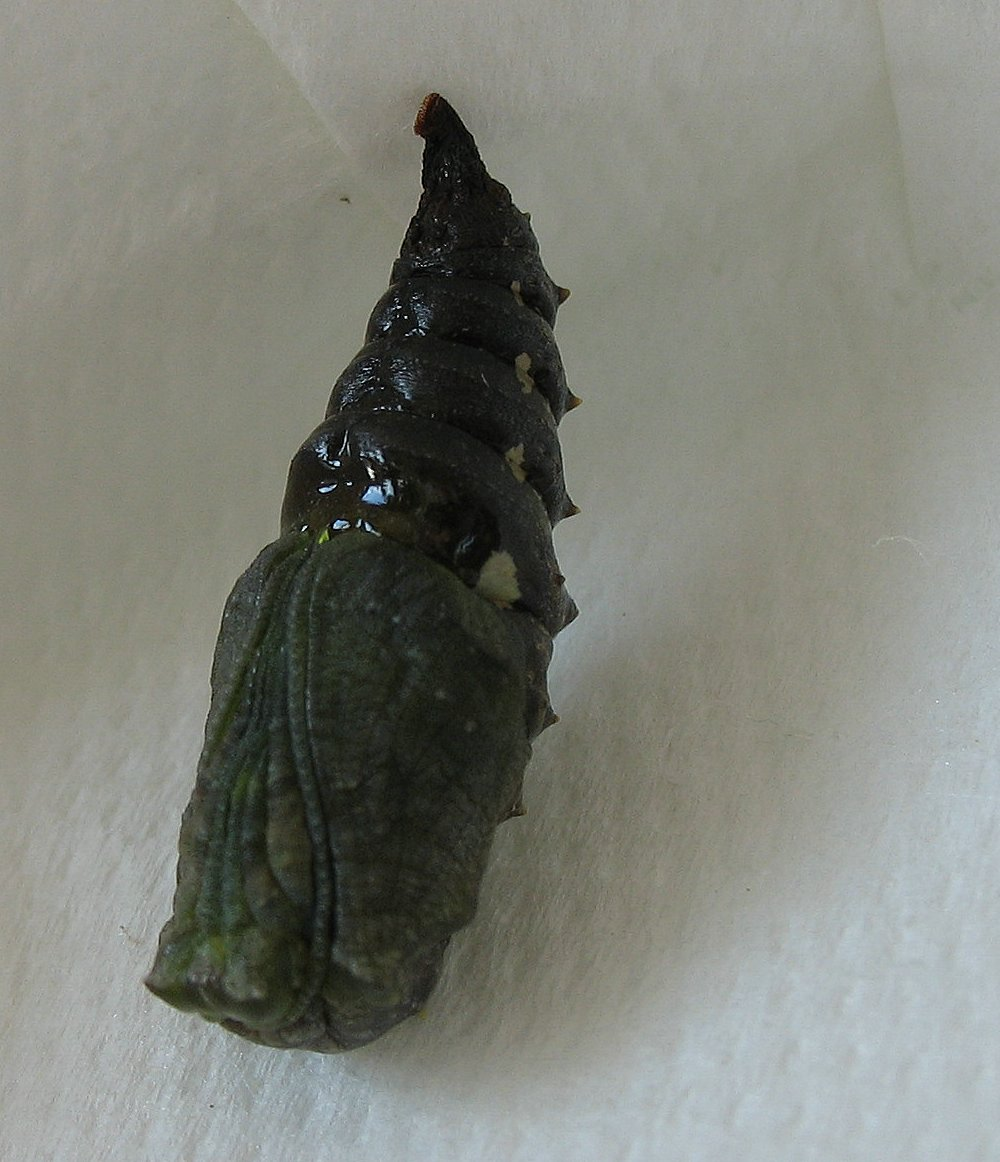
Pop